# Rainbow Loom

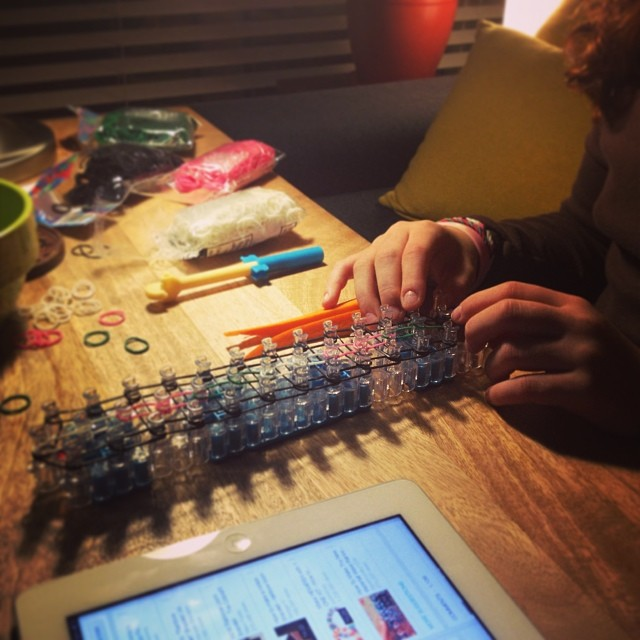
Een Rainbow Loom in gebruik

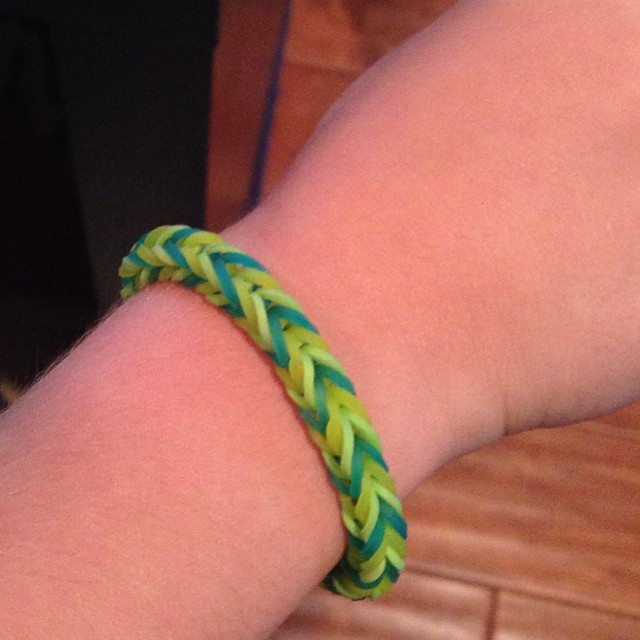
Een Rainbow Loom-armband

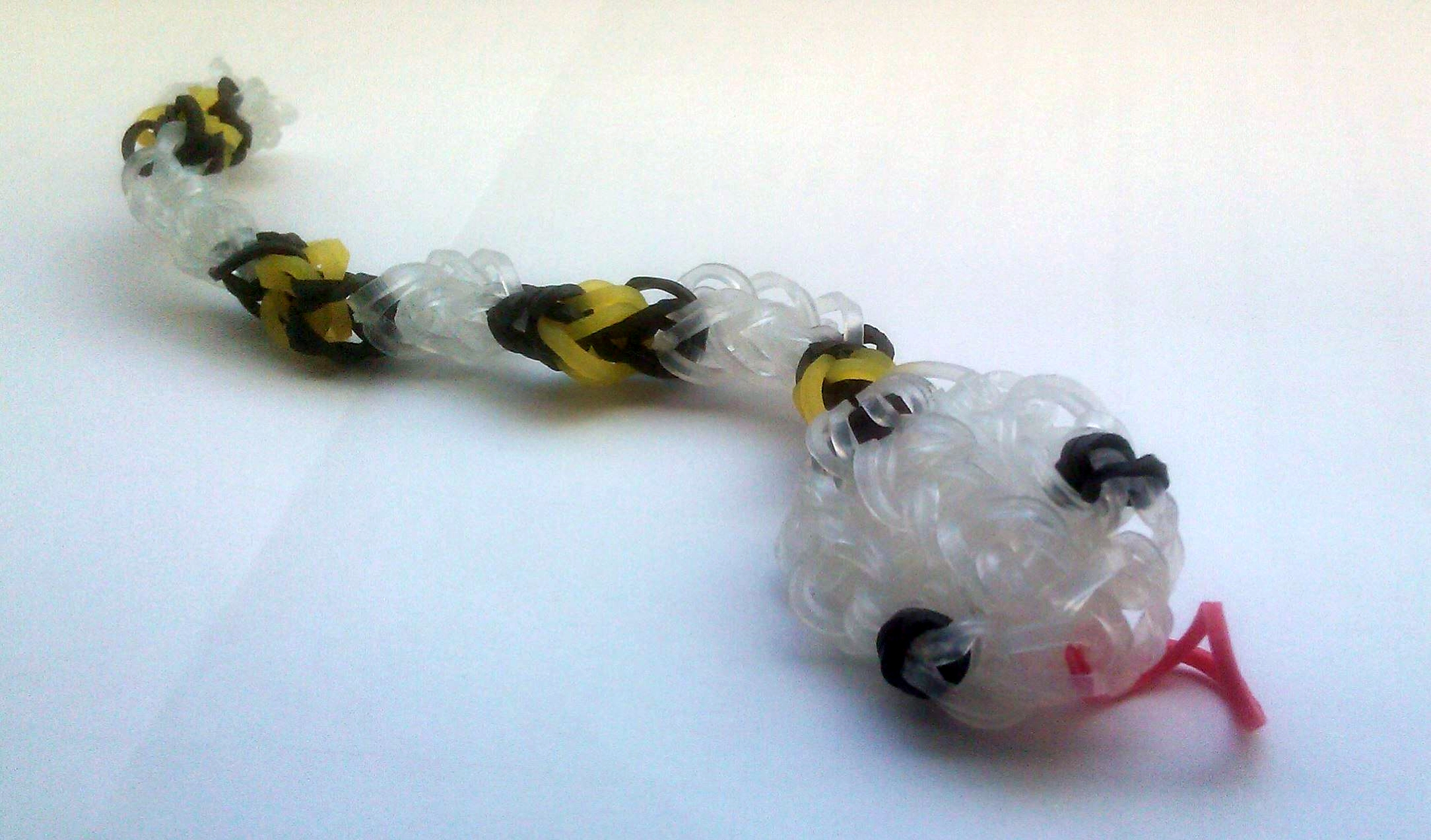
Een slang, gemaakt van loombandjes

Rainbow Loom is speelgoed waarmee van gekleurde elastiekjes armbandjes, ringen en figuurtjes gemaakt worden. Het is in 2010 ontworpen en bedacht door Cheong Choon Ng uit Novi, Michigan. Sinds september 2013 zijn er, volgens Ng, meer dan 1,2 miljoen stuks verkocht. Het product wordt in 16 landen verkocht. In 2014 is de Rainbow Loom in de Verenigde Staten uitgeroepen tot Speelgoed van het jaar 2014 tijdens de jaarlijkse TOTY-awards (Toy of the year). In Nederland werd loomen dat jaar voor het eerst geïntroduceerd, waarna er een ware rage ontstond.

## Omschrijving
De Rainbow Loom is een plastic pinbord van 52mm bij 200mm. Het bestaat uit pinnetjes waarover, met een plastic haaknaald, kleine gekleurde elastiekjes gelegd en geweven worden. De knopen, bekend als de Brunniaanse verbinding, kunnen op het bord omgezet worden naar armbandjes en figuurtjes. De Rainbow Loom-kit bevat een pinbord, haaknaald, 600 elastiekjes in verschillende kleuren en speciale C-vormige sluitingen.

## Geschiedenis
Rainbow Loom is ontworpen door Cheong Choon Ng, een immigrant van Maleisisch-Chinese afkomst, die in 1991 naar de Verenigde Staten verhuisde en op de Wichita Staatsuniversiteit studeerde, waar hij afstudeerde in werktuigbouwkunde. Hij was in 2010 crash-test ingenieur voor Nissan toen hij, terwijl hij zijn dochters armbandjes zag maken van elastiekjes, op het idee kwam om speelgoed te ontwerpen waarmee armbandjes gemaakt kunnen worden van elastiekjes. Zijn prototype, die hij Twistz Bandz noemde, bestond uit een houten bord, pinnetjes, en tandartsgereedschap. Aangemoedigd door zijn familie om het product op de markt te brengen, investeerde Ng $11,000 en vond hij een fabriek in China om de onderdelen te ontwikkelen die hij en zijn vrouw in juni 2011 hadden gemaakt. Ng veranderde zijn productnaam nadat hij ontdekte dat er een elastische haarband op de markt was met de naam Twist Band. Zijn broer en nicht kwamen op de naam Rainbow Loom.

## Rechtszaken
Ng heeft in 2010 voor de Rainbow Loom patent aangevraagd bij de United States Patent and Trademark Office en het patent in juli 2013 gekregen. In augustus 2013 startte hij een rechtszaak tegen Zenacon LLC, makers van de FunLoom; LaRose Industries LLC, makers van de Cra-Z-Loom; en Toys "R" Us, distributeurs van de Cra-Z-Loom, omdat die producten beweerdelijk het ontwerp van de C-vormige sluitstukjes kopiëren die Rainbow Loom gebruikt bij het maken van de loom-versieringen. LaRose Industries startte onmiddellijk een tegenoffensief tegen Ng's bedrijf, Choon's Design LLC.

## Schadelijke stoffen in de bandjes
In 2014 kwamen de eerste berichten in de media over mogelijke aanwezigheid van schadelijke stoffen in de loombandjes. Het gaat hierbij om de aanwezigheid van loodbestanddelen en weekmakers, ftalaten genaamd.
Voor consumenten bleek het lastig om te achterhalen of het product veilig is of niet. Een CE-markering "2009/48/EC Speelgoedveiligheid" en de vermelding dat het product niet gebruikt moet worden door kinderen van 3 jaar/36 maanden of jonger, zijn belangrijke aanwijzingen over de kwaliteitsstatus van de bandjes.